# Grupo dos Cinco (Rússia)
O Moguchaya Kuchka (em russo Могучая Кучка, que traduzido significa "poderoso monte") foi o nome com que ficou conhecido a partir de 1867, devido ao crítico musical Vladimir Stasov, um grupo bastante diverso de compositores russos nacionalistas liderados por Mily Balakirev, que procurava a produção de música especificamente russa.
Os outros membros eram Aleksandr Borodin, César Cui, Modest Mussorgsky e Nikolai Rimsky-Korsakov.
Antes do Grupo dos Cinco Mikhail Glinka tinha dado os primeiros passos no sentido de produzir música acadêmica russa diferente, escrevendo óperas acerca de temas russos. Os Cinco representaram no entanto a primeira tentativa de concentrar o desenvolvimento de música com essas características.
O Grupo dos Cinco influenciou muitos dos grandes compositores russos que lhe sucederam, como Sergei Prokofiev, Igor Stravinsky e Dmitri Shostakovich.
O nome do Grupo dos Seis (grupo de compositores franceses), deriva do Grupo dos Cinco.